# Дзаньоло, Николо
Николо Дзаньоло (итал. Nicolò Zaniolo; родился 2 июля 1999 года, Масса, Италия) — итальянский футболист, атакующий полузащитник турецкого клуба «Галатасарай» и сборной Италии. Выступает на правах аренды за клуб «Фиорентина».

## Клубная карьера

### Начало карьеры
Николо Дзаньоло родился в 2 июля 1999 года в итальянском городе Масса. Его отец Игор Дзаньоло был профессиональным футболистом, однако на протяжении всей своей игровой карьеры он так и не сыграл в Серии А, предпочитая играть в командах, выступавших в Серии B и С. В девять лет родители привели его в футбольную академию «Дженоа», где Никола провел два года. В 2010 году, в одиннадцатилетнем возрасте попадает в молодёжную команду «Фиорентины». В последней он так и не стал основным игроком лишь изредка попадая в состав. Так в сезоне 2014/15 молодёжного первенства Италии, он ни разу не вышел на поле. Однако в последнем своем сезоне в «Фио» он периодически стал появляться на поле, но при этом так и не сыграл ни одного полного матча. По окончании сезона «Фиорентина» расторгла с ним контракт и Дзаньоло свободным агентом перешел в молодёжный состав «Виртус Энтелла». В Кьявари Никола не плохо проявил себя, и как следствие тренеры не обошли его вниманием. Дзаньоло стал попадать в заявку взрослой команды, которая болталась в нижней части турнирной таблицы Серии-Б. По итогу года Никола за основной состав «Виртус Энтеллы» сыграл семь матчей, и трижды вызывался в молодежную сборную Италии (U-19).

### «Интернационале»
Летом 2017 года, спустя три дня после своего совершеннолетия, был куплен миланским «Интером» за 1,8 млн евро, и сразу же был отправлен в молодёжную команду. В последней под руководством Стефано Векки по настоящему и раскрылся. Тогда в качестве основного игрока он стал чемпионом молодежного первенства Италии и обладателем молодежного супер кубка Италии. Всего в сезоне 2017/18, за молодежную команду неррадзури Дзаньоло сыграл 29 матчей, забил 14 мячей и отдал 8 голевых передач. Кроме этого он стал основным игроком молодежной сборной Италии (U-18), за которую за прошедший год сыграл 15 матчей и забил 6 мячей. Будучи игроком «Интера» в составе молодежной сборной выиграл серебряные медали чемпионата Европы. В этом же году в восемнадцатилетнем возрасте стал вызываться в юношескую сборную Италии (U-21)

### «Рома»
Летом 2018 года, выпускник молодежного сектора «Интера» Никола Дзаньоло был продан в «Рому», с которой подписал свой первый профессиональный контракт. Сумма трансфера составила 4,5 млн евро. 19 сентября в поединке Лиги чемпионов против мадридского «Реала» Николо дебютировал за новую команду. 26 сентября в матче против «Фрозиноне» он дебютировал в итальянской Серии A. 26 декабря в матче против «Сассуоло» Николо забил свой первый гол за «Рому». В первом матче 1/8 финала Лиги Чемпионов Николо оформил дубль в ворота «Порту», принеся победу своей команде (2:1) и став самым молодым итальянцем, оформившим дубль в престижном турнире. По итогам первого сезона за «Рому» был признан лучшим молодым игроком чемпионата. В сезоне 2019/20 Дзаньоло ударно провёл первую половину сезона, отличившись 4 раза в Серии А уже к концу года. Однако в матче 1/4 Кубка Италии с «Ювентусом» Дзаньоло получил разрыв передней крестообразной связки и травму мениска правого колена. Под угрозой оказалось участие игрока на чемпионате Европы 2020, однако из-за пандемии Covid-19, чемпионат Европы был перенесён на следующий год, а чемпионат Италии был прерван на несколько месяцев, что позволило Николо вернуться на поле под конец сезона в июле 2020 года в матче с «Наполи», а позже и отличиться голами в ворота «Брешии» и «СПАЛа». Из-за травмы крестообразной связки уже левого колена, полученной в сборной Италии, Дзаньоло полностью пропустил сезон 2020/21 и вернулся на поле лишь в 2021 году. В Николо помог команде выиграть Лиги конференций 2021/2022 забив шесть мячей в матчах розыгрыша против турецкого «Трабзонспора», украинской «Зари», хет-трик в ворота норвежского «Будё-Глимта», а также стал автором победного гола в финале против нидерландского «Фейеноорда».

### «Галатасарай» и аренды
8 февраля 2023 года Дзаньоло подписал контракт с турецким «Галатасараем». Сумма трансфера игрока составила около 29 млн евро с учётом всех бонусов, что стало самой дорогой покупкой футболиста в истории чемпионата Турции. 11 марта в матче против «Касымпаша» он дебютировал в турецкой Суперлиге. В этом же поединке Николо забил свой первый гол за «Галатасарай». Летом 2023 года Дзаньоло был арендован английской «Астон Виллой». 27 августа в матче против «Бернли» он дебютировал в английской Премьер-лиге.
3 февраля 2025 года Дзаньоло перешёл в «Фиорентину» на новый аренду с опцией выкупа.

## Карьера в сборной

### Молодёжная сборная Италии
В 2018 году в составе юношеской сборной Италии Дзаньоло завоевал серебряные медали юношеского чемпионата Европы в Финляндии. На турнире он сыграл в матчах против команд Норвегии, Финляндии, Франции и дважды Португалии. В поединке против финнов Николо забил гол.

### Сборная Италии
23 марта 2019 года в отборочном матче чемпионата Европы 2020 против сборной Финляндии Дзаньоло дебютировал за сборную Италии, заменив во втором тайме Марко Верратти.
7 сентября 2020 года в матче отборочного цикла Лиги наций УЕФА со сборной Нидерландов (1:0), Дзаньоло получил разрыв крестообразной связки на левом колене. Серьёзная травма не позволила футболисту принять участие в матчах перенесённого на лето 2021 года Евро-2020, по итогам которого сборная Италии стала победителем.

## Статистика выступлений

### Клубная карьера
| Выступление      | Выступление      | Выступление      | Чемпионат | Чемпионат | Кубки | Кубки | Еврокубки | Еврокубки | Прочие | Прочие | Итого | Итого |
| Клуб             | Лига             | Сезон            | Игры      | Голы      | Игры  | Голы  | Игры      | Голы      | Игры   | Голы   | Игры  | Голы  |
| ---------------- | ---------------- | ---------------- | --------- | --------- | ----- | ----- | --------- | --------- | ------ | ------ | ----- | ----- |
| Виртус Энтелла   | Серия B          | 2016/17          | 7         | 0         | 0     | 0     | 0         | 0         | 0      | 0      | 7     | 0     |
| Виртус Энтелла   | Итого            | Итого            | 7         | 0         | 0     | 0     | 0         | 0         | 0      | 0      | 7     | 0     |
| Интернационале   | Серия A          | 2017/18          | 0         | 0         | 0     | 0     | 0         | 0         | 0      | 0      | 0     | 0     |
| Интернационале   | Итого            | Итого            | 0         | 0         | 0     | 0     | 0         | 0         | 0      | 0      | 0     | 0     |
| Рома             | Серия A          | 2018/19          | 27        | 4         | 2     | 0     | 7         | 2         | 0      | 0      | 36    | 6     |
| Рома             | Серия A          | 2019/20          | 26        | 6         | 0     | 0     | 7         | 2         | 0      | 0      | 33    | 8     |
| Рома             | Серия A          | 2020/21          | 0         | 0         | 0     | 0     | 0         | 0         | 0      | 0      | 0     | 0     |
| Рома             | Серия A          | 2021/22          | 28        | 2         | 2     | 0     | 12        | 6         | 0      | 0      | 42    | 8     |
| Рома             | Серия A          | 2022/23          | 13        | 1         | 1     | 0     | 3         | 1         | 0      | 0      | 17    | 2     |
| Рома             | Итого            | Итого            | 94        | 13        | 5     | 0     | 29        | 11        | 0      | 0      | 128   | 24    |
| Галатасарай      | Суперлига        | 2022/23          | 10        | 5         | 1     | 0     | 0         | 0         | 0      | 0      | 11    | 5     |
| Галатасарай      | Суперлига        | 2023/24          | 0         | 0         | 0     | 0     | 1         | 0         | 0      | 0      | 1     | 0     |
| Галатасарай      | Итого            | Итого            | 10        | 5         | 1     | 0     | 1         | 0         | 0      | 0      | 12    | 5     |
| Астон Вилла      | Премьер-лига     | 2023/24          | 23        | 2         | 4     | 0     | 7         | 1         | 0      | 0      | 34    | 3     |
| Астон Вилла      | Итого            | Итого            | 23        | 2         | 4     | 0     | 7         | 1         | 0      | 0      | 34    | 3     |
| Аталанта         | Серия A          | 2024/25          | 9         | 2         | 0     | 0     | 6         | 1         | 0      | 0      | 15    | 3     |
| Аталанта         | Итого            | Итого            | 9         | 2         | 0     | 0     | 6         | 1         | 0      | 0      | 15    | 3     |
| Всего за карьеру | Всего за карьеру | Всего за карьеру | 143       | 22        | 10    | 0     | 43        | 13        | 0      | 0      | 196   | 35    |

### Матчи и голы за сборную
| Матчи и голы Николо Дзаньоло за сборную Италии | Матчи и голы Николо Дзаньоло за сборную Италии | Матчи и голы Николо Дзаньоло за сборную Италии | Матчи и голы Николо Дзаньоло за сборную Италии | Матчи и голы Николо Дзаньоло за сборную Италии | Матчи и голы Николо Дзаньоло за сборную Италии |
| Дата                                           | Место проведения                               | Соперник                                       | Счёт                                           | Голы                                           | Турнир                                         |
| ---------------------------------------------- | ---------------------------------------------- | ---------------------------------------------- | ---------------------------------------------- | ---------------------------------------------- | ---------------------------------------------- |
| 23 марта 2019                                  | Удине                                          | Финляндия                                      | 2:0                                            | -                                              | Квалификация ЧЕ-2020                           |
| 26 марта 2019                                  | Парма                                          | Лихтенштейн                                    | 6:0                                            | -                                              | Квалификация ЧЕ-2020                           |
| 12 октября 2019                                | Рим                                            | Греция                                         | 2:0                                            | -                                              | Квалификация ЧЕ-2020                           |
| 15 октября 2019                                | Вадуц                                          | Лихтенштейн                                    | 5:0                                            | -                                              | Квалификация ЧЕ-2020                           |
| 18 ноября 2019                                 | Палермо                                        | Армения                                        | 9:1                                            | 2                                              | Квалификация ЧЕ-2020                           |

Итого: 5 матчей / 2 голов; 5 побед, 0 ничьих, 0 поражений.

## Достижения

### Командные
«Рома»
- Победитель Лиги конференций УЕФА: 2021/22

«Галатасарай»
- Чемпион Турции: 2022/23

Сборная Италия (до 19)
- Серебряный призёр юношеского чемпионата Европы: 2018

### Личные
- Лучший молодой футболист Серии А: 2018/19